# 시바 요시노부
시바 요시노부(일본어: 斯波 義信, 1930년 10월 20일~)는 일본의 역사가이다. 주 연구 분야는 중국사로 송나라의 경제사, 상업사, 화교 연구에 기여했다.

## 저서

### 논문
- 《송대의 상업적 발전 - 송대 상업사를 위한 기초적 연구》(宋代における商業的発展-宋代商業史のための基礎的研究-, 1962) - 박사 학위 논문

### 단행본
- 《송대강남경제사의 연구》(宋代江南経済史の研究, 1988)
- 《송대상업사연구》(宋代商業史研究, 1989)
- 《화교》(華僑, 이와나미 신서, 1995)
- 《중국도시사》(中国都市史, 2002)

## 수상
- 서보중광장(2004년)
- 문화훈장(2017년)
- 당상(2018년)